# الكردي (قرية)
قرية الكردى هي إحدى القرى التابعة لمركز قلين في محافظة كفر الشيخ في جمهورية مصر العربية. حسب إحصاءات سنة 2006، بلغ إجمالي السكان في الكردى 2399 نسمة، منهم 1196 رجل و1203 امرأة.